# Ir (langue)
L’ir, ou yir, est une langue môn-khmer parlée au Laos. Ses locuteurs sont au nombre de 4 420 (2000). Ils habitent la province de Saravane, à l'est de la ville du même nom. 
L'ir est proche de l'ong.

## Classification
L'ir fait partie du sous-groupe ta'oih dans le groupe central des langues katuiques, dans la branche môn-khmer des langues austroasiatiques.